# Principio de Fermat

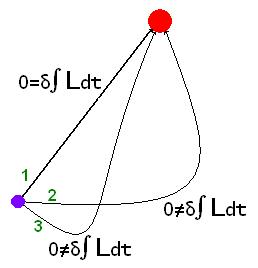
De todos los caminos posibles de la luz, solo son caminos reales cuyo camino óptico sea máximo o mínimo.

El principio de Fermat, en óptica, es un principio de tipo extremal y que establece: 

El trayecto seguido por la luz al propagarse de un punto a otro es tal que el tiempo empleado en recorrerlo es un mínimo.

 Este enunciado no es completo y no cubre todos los casos, por lo que existe una forma moderna del principio de Fermat. Esta dice que: 

El trayecto seguido por la luz al propagarse de un punto a otro es tal que el tiempo empleado en recorrerlo es estacionario respecto a posibles variaciones de la trayectoria.

 Esto quiere decir que, si se expresa el trayecto recorrido por la luz entre dos puntos {\displaystyle O_{1}} y {\displaystyle O_{2}} por medio de una funcional llamada camino óptico definida como {\displaystyle {\mathcal {L}}_{O_{1}O_{2}}[n({\vec {r}})]} la trayectoria real de la luz seguirá un camino extremal respecto de esta funcional:

{\displaystyle \delta {\mathcal {L}}_{O_{1}O_{2}}[n({\vec {r}})]=\delta \int _{O_{1}}^{O_{2}}{n({\vec {r}})ds}=0.}

La característica importante, como dice el enunciado, es que los trayectos próximos al verdadero requieren tiempos aproximadamente iguales. En esta forma, el principio de Fermat recuerda al principio de Hamilton o a las ecuaciones de Euler-Lagrange.
El principio en su forma moderna fue declarado por Pierre de Fermat en una carta de 1662, de ahí que lleve su nombre. 
Siguen ahora algunos ejemplos de la aplicación del principio para deducir las leyes de la óptica geométrica.

## Ecuación de la trayectoria de un rayo luminoso
La ecuación de la trayectoria de un rayo luminoso real en un sistema óptico es:
{\displaystyle {\vec {\nabla }}n({\textbf {r}})-{d \over ds}\left[n({\textbf {r}}){{\textbf {dr}} \over {ds}}\right]=0}
y se deduce a partir del principio de Fermat.

## Deducción de la ecuación
Tenemos un rayo de luz que se desplaza por un medio con índice de refracción continuo desde un punto {\displaystyle A} a un punto {\displaystyle B}. 
Sea {\displaystyle {\textbf {r}}} el vector posición y {\displaystyle {\textbf {u}}} el vector unitario tangente a la trayectoria. 
Tenemos que {\displaystyle L=\int _{A}^{B}n({\textbf {r}})ds=\int dL}. De esto se deduce que {\displaystyle nds=dL}. Además se tiene que {\displaystyle ds={\textbf {u}}\cdot {\textbf {dr}}} y que {\displaystyle dL={\vec {\nabla }}L\cdot {\textbf {dr}}}.  
Por lo tanto {\displaystyle n{\textbf {u}}\cdot {\textbf {dr}}={\vec {\nabla }}L\cdot {\textbf {dr}}}. Al ser {\displaystyle {\textbf {dr}}} de un vector arbitrario tenemos que {\displaystyle n{\textbf {u}}={\vec {\nabla }}L} y por tanto que {\displaystyle \mid {{\vec {\nabla }}L}\mid =n}. 
De esto se obtiene que {\displaystyle {{d(n{\textbf {u}})} \over {ds}}={d \over ds}{\vec {\nabla }}L}. Notamos que{\displaystyle {{d(n{\textbf {u}})} \over {ds}}={d \over ds}\left[n({\textbf {r}}){{\textbf {dr}} \over ds}\right]}. 
Por otro lado tenemos que (se empleará cartesianas pero sirve para el resto de bases ortonormales): 
{\displaystyle {d \over ds}\left({{\partial L} \over {\partial x}}\right)={\vec {\nabla }}\left({{\partial L} \over {\partial x}}\right)\cdot {{\textbf {dr}} \over ds}={\vec {\nabla }}\left({{\partial L} \over {\partial x}}\right)\cdot {\textbf {u}}}; porque {\displaystyle {d}\left({{\partial L} \over {\partial x}}\right)={\vec {\nabla }}\left({{\partial L} \over {\partial x}}\right)\cdot {\textbf {dr}}}. 
{\displaystyle {d \over ds}\left({{\partial L} \over {\partial x}}\right)={\vec {\nabla }}\left({{\partial L} \over {\partial x}}\right)\cdot {1 \over n}{\vec {\nabla }}L}; porque {\displaystyle n{\textbf {u}}={\vec {\nabla }}L}. 
{\displaystyle {d \over ds}\left({{\partial L} \over {\partial x}}\right)={1 \over n}\left({{\partial } \over {\partial x}}{{\partial L} \over {\partial x}},{{\partial } \over {\partial y}}{{\partial L} \over {\partial x}},{{\partial } \over {\partial z}}{{\partial L} \over {\partial x}}\right)\cdot \left({{\partial L} \over {\partial x}},{{\partial L} \over {\partial y}},{{\partial L} \over {\partial z}}\right)={1 \over n}\left[{{\partial } \over {\partial x}}{{\partial L} \over {\partial x}}{{\partial L} \over {\partial x}}+{{\partial } \over {\partial y}}{{\partial L} \over {\partial x}}{{\partial L} \over {\partial y}}+{{\partial } \over {\partial z}}{{\partial L} \over {\partial x}}{{\partial L} \over {\partial z}}\right]}. 
{\displaystyle {d \over ds}\left({{\partial L} \over {\partial x}}\right)={1 \over n}\left[{{\partial } \over {\partial x}}{{\partial L} \over {\partial x}}{{\partial L} \over {\partial x}}+{{\partial } \over {\partial x}}{{\partial L} \over {\partial y}}{{\partial L} \over {\partial y}}+{{\partial } \over {\partial x}}{{\partial L} \over {\partial z}}{{\partial L} \over {\partial z}}\right]={1 \over {2n}}{{\partial } \over {\partial x}}\left[\left({{\partial L} \over {\partial x}}\right)^{2}+\left({{\partial L} \over {\partial y}}\right)^{2}+\left({{\partial L} \over {\partial z}}\right)^{2}\right]}; porque {\displaystyle {{\partial } \over {\partial \beta }}\left({{\partial L} \over {\partial \alpha }}\right)^{2}=2{{\partial } \over {\partial \beta }}{{\partial L} \over {\partial \alpha }}{{\partial L} \over {\partial \alpha }}}. 
{\displaystyle {d \over ds}\left({{\partial L} \over {\partial x}}\right)={1 \over {2n}}{{\partial } \over {\partial x}}n^{2}={1 \over {2n}}2n{{\partial n} \over {\partial x}}={{\partial n} \over {\partial x}}}; porque{\displaystyle \left[\left({{\partial L} \over {\partial x}}\right)^{2}+\left({{\partial L} \over {\partial y}}\right)^{2}+\left({{\partial L} \over {\partial z}}\right)^{2}\right]=\mid {\vec {\nabla }}L\mid ^{2}=n^{2}}. 
Realizando las mismas componentes para {\displaystyle y} e {\displaystyle z} se obtiene que: 
{\displaystyle {d \over ds}\left({\vec {\nabla }}L\right)={d \over ds}\left({{\partial L} \over {\partial x}}\right){\textbf {i}}+{d \over ds}\left({{\partial L} \over {\partial y}}\right){\textbf {j}}+{d \over ds}\left({{\partial L} \over {\partial z}}\right){\textbf {k}}={{\partial n} \over {\partial x}}{\textbf {i}}+{{\partial n} \over {\partial y}}{\textbf {j}}+{{\partial n} \over {\partial z}}{\textbf {k}}={\vec {\nabla }}n}.
Reemplazando se obtiene que: 
{\displaystyle {{d(n{\textbf {u}})} \over {ds}}={\vec {\nabla }}n} o {\displaystyle {d \over ds}\left[n({\textbf {r}}){{\textbf {dr}} \over ds}\right]={\vec {\nabla }}n}.

## Analogía con la mecánica lagrangiana
El camino óptico se puede equiparar a la acción en la mecánica lagrangiana. Se puede tratar el índice de refracción como un lagrangiano compuesto por un potencial. De este modo el problema se puede resolver con las ecuaciones de Lagrange. El rayo de luz se dirige hacia la zona de mayor índice de refracción, de lo que el potencial equivalente sería el opuesto del índice de refracción.
Tenemos: {\displaystyle \int _{A}^{B}n(\lbrace q_{i}\rbrace )ds=\int _{A}^{B}n(\lbrace q_{i}\rbrace )Rd\lambda \equiv \int _{A}^{B}L(\lbrace q_{i}\rbrace )d\lambda } .
Con: {\displaystyle L(\lbrace q_{i}\rbrace )=n(\lbrace q_{i}\rbrace )R} , además {\displaystyle R={\sqrt {\sum \left({{dq_{i}} \over {d\lambda }}\right)^{2}}}={\sqrt {\sum {{\dot {q}}_{i}}^{2}}}} y {\displaystyle d\lambda ={ds \over R}} .
De modo que si definimos {\displaystyle q_{i}(\lambda )} obtenemos que: {\displaystyle {d \over {d\lambda }}\left({{\partial (nR)} \over {\partial {\dot {q}}_{i}}}\right)-{{\partial (nR)} \over {\partial q_{i}}}=0}.
Se obtiene: {\displaystyle R{d \over {ds}}\left({{\partial (n)} \over {\partial {\dot {q}}_{i}}}R+{{\partial (R)} \over {\partial {\dot {q}}_{i}}}n\right)-R{{\partial (n)} \over {\partial q_{i}}}=0} con {\displaystyle {d \over {d\lambda }}={1 \over {1/R}}{d \over {ds}}=R{d \over ds}}
Además se tiene que {\displaystyle {{\partial (n)} \over {\partial {\dot {q}}_{i}}}=0} y que  {\displaystyle {{\partial R} \over {\partial {\dot {q}}_{i}}}={{2{\dot {q}}_{i}} \over {2R}}={{{\dot {q}}_{i}} \over {R}}={1 \over R}{dq_{i} \over d\lambda }={1 \over R}R{dq_{i} \over ds}={dq_{i} \over ds}}.
De donde: {\displaystyle R{d \over {ds}}\left(n{dq_{i} \over ds}\right)-R{{\partial (n)} \over {\partial q_{i}}}=0} o {\displaystyle {d \over {ds}}\left(n{dq_{i} \over ds}\right)-{{\partial (n)} \over {\partial q_{i}}}=0}.
Creando un sistema con las tres coordenas se obtiene que: {\displaystyle {d \over {ds}}\left(n{{\textbf {dr}} \over ds}\right)-{\vec {\nabla }}n=0}.

## Ecuación de la trayectoria de un rayo luminoso en un medio homogéneo
Partimos de que: 
{\displaystyle {d \over ds}\left[n({\textbf {r}}){{\textbf {dr}} \over ds}\right]={\vec {\nabla }}n}. 
Con {\displaystyle n}constante, de lo que: 
{\displaystyle {d \over ds}\left[n({\textbf {r}}){{\textbf {dr}} \over ds}\right]=n{d \over ds}{{\textbf {dr}} \over ds}}y {\displaystyle {\vec {\nabla }}n=0}. 
Por tanto: 
{\displaystyle {d \over ds}{{\textbf {dr}} \over ds}=0} de lo que {\displaystyle {{\textbf {dr}} \over ds}={\textbf {l}}} siendo {\displaystyle {\textbf {l}}} una constante, de lo que {\displaystyle {\textbf {r}}={\textbf {l}}s+C} siendo {\displaystyle {\textbf {C}}} una constante. 
El resultado es una recta de punto inicial {\displaystyle {\textbf {C}}} y vector director {\displaystyle {\textbf {l}}}. 

## Teorema de Malus-Dupin
Si sobre cada rayo emitido por un foco recorremos caminos ópticos iguales, entonces los puntos que los delimitan forman una superficie normal a todos los rayos. Denominamos a dicha superficie frente de ondas. Coincide con el frente de onda dado por la teoría oscilatoria. Al deducirse del principio de Fermat es válido a pesar del número de reflexiones o refracciones que pueda sufrir el rayo antes de llegar a su destino.

## Ley de la reflexión
Si se supone que un rayo de luz sale del punto A en dirección a la superficie plana, que suponemos reflectora, y viaja hasta el punto B ¿Cuál será la trayectoria seguida por la luz? En este caso la luz viaja durante todo el camino por el mismo medio, con el mismo índice de refracción y, por tanto, a la misma velocidad. Así, el tiempo necesario para recorrer el camino entre A y B (pasando por la superficie P) será la distancia APB dividida por la velocidad de la luz en ese medio. Como la velocidad es una constante, la trayectoria real, según el principio de Fermat, será la más corta.
Es fácil ver que la distancia APB es la misma que la distancia A'PB, donde A' es la imagen de A. A' está sobre la recta perpendicular al espejo que pasa por A, a la misma distancia del espejo que A y al otro lado del mismo. La distancia mínima A'PB es, obviamente, la línea recta A'P2B, con lo que la trayectoria real es AP2B. El análisis completo de la situación muestra que P2 es tal que los ángulos de incidencia y de reflexión en el punto son iguales, de lo que se deduce la fórmula de la ley de la reflexión: {\displaystyle \theta _{i}=\theta _{r}}

## Ley de la refracción
Sea un medio de propagación con índice de refracción {\displaystyle n_{1}\ } y un segundo medio de propagación con índice de refracción {\displaystyle n_{2}\ } tales que situamos la superficie que separa los dos medios de modo que coincida con el eje de las abcisas.
Sean {\displaystyle A=(x_{A},\;y_{A})} y {\displaystyle B=(x_{B},\;y_{B})} dos puntos fijos situados del plano, de modo que A está situado en el primer medio, y B en el segundo medio.
Sea un rayo de luz que se propaga de A a B atravesando la superficie que separa los dos medios en el punto {\displaystyle P=(x,\;0)}.
El siguiente paso es deducir el tiempo que tarda el rayo en recorrer {\displaystyle {\overline {AP}}} y {\displaystyle {\overline {PB}}}.
Sean {\displaystyle v_{1}} y {\displaystyle v_{2}} la velocidad de propagación de la luz en el primer y segundo medio respectivamente.

{\displaystyle t_{1}={\frac {\overline {AP}}{v_{1}}}={\frac {\sqrt {(x_{A}\ -x)^{2}\ +{y_{A}}^{2}}}{v_{1}}}}; {\displaystyle t_{2}={\frac {\overline {PB}}{v_{2}}}={\frac {\sqrt {(x-x_{B})^{2}\ +{y_{B}}^{2}}}{v_{2}}}}

{\displaystyle t={\frac {\sqrt {(x_{A}\ -x)^{2}\ +{y_{A}}^{2}}}{v_{1}}}+{\frac {\sqrt {(x-x_{B})^{2}\ +{y_{B}}^{2}}}{v_{2}}}}

Si se busca el valor de {\displaystyle x\ } cuando {\displaystyle t\ } es mínimo, es equivalente si encontramos el valor de {\displaystyle x\ } para el cual la función derivada de {\displaystyle t\ } toma el valor 0.

{\displaystyle {\frac {dt}{dx}}=-{\frac {x_{A}\ -x}{v_{1}\ {\sqrt {(x_{A}\ -x)^{2}\ +{y_{A}}^{2}}}}}+{\frac {x-x_{B}\ }{v_{2}\ {\sqrt {(x-x_{B}\ )^{2}\ +{y_{B}}^{2}}}}}=0}

{\displaystyle {\frac {x_{A}\ -x}{v_{1}\ {\sqrt {(x_{A}\ -x)^{2}\ +{y_{A}}^{2}}}}}={\frac {x_{B}-x\ }{v_{2}\ {\sqrt {(x-x_{B}\ )^{2}\ +{y_{B}}^{2}}}}}}

{\displaystyle {\frac {x_{A}\ -x}{v_{1}\ {\overline {AP}}}}={\frac {x_{B}-x\ }{v_{2}\ {\overline {PB}}}}}

{\displaystyle {\frac {1}{v_{1}\ }}\sin {\alpha _{1}}={\frac {1}{v_{2}\ }}\sin {\alpha _{2}}}

{\displaystyle {\frac {c}{v_{1}\ }}\sin {\alpha _{1}}={\frac {c}{v_{2}\ }}\sin {\alpha _{2}}}

{\displaystyle n_{1}\ \sin {\alpha _{1}}=n_{2}\ \sin {\alpha _{2}}}

## Historia

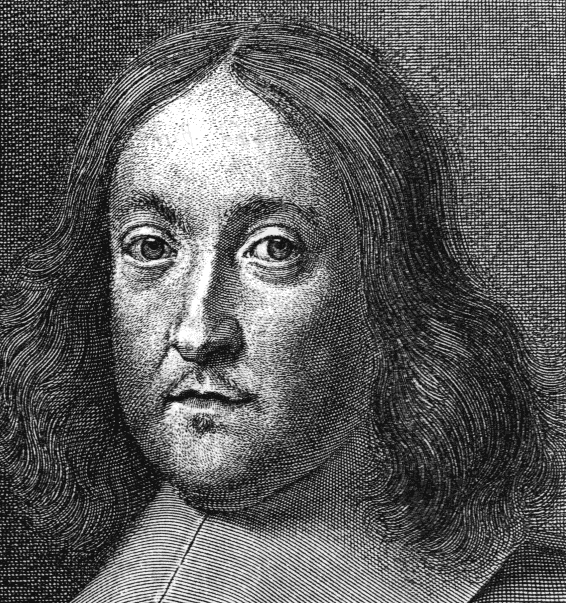
Pierre de Fermat

Herón de Alejandría (Heron) (c. 60) describió un principio de reflexión, que declaraba que un rayo de luz que va desde el punto A al punto B, sufriendo cualquier número de reflexiones en espejos planos, en el mismo medio, tiene un trayecto con menor longitud que cualquier trayecto cercano.
Ibn al-Haytham (Alhazen), en su Libro de Óptica (1021), amplió el principio tanto a la reflexión como a la refracción, y expresó una temprana versión del principio del menor tiempo. Sus experimentos se basaron en trabajos anteriores sobre la refracción realizados por el científico griego Claudio Ptolomeo.
El principio generalizado del menor tiempo en su forma moderna fue declarado por Pierre de Fermat en una carta fechada el 1 de enero de 1662 enviada a Cureau de la Chambre. Se encontró con las objeciones efectuadas en mayo de 1662 por Claude Clerselier, un experto en óptica y líder portavoz de los cartesianos en ese momento. Entre sus objeciones, Clerselier establecía:

(...) Fermat's principle can not be the cause, for otherwise we would be attributing knowledge to nature: and here, by nature, we understand only that order and lawfulness in the world, such as it is, which acts without foreknowledge, without choice, but by a necessary determination.
El principio de Fermat no puede ser la causa, pues de lo contrario estaríamos atribuyendo conocimiento a la naturaleza: y aquí, por naturaleza, entendemos sólo que el orden y la legalidad en el mundo, tal como es, que actúa sin conocimiento previo, sin elección, sino por una determinación necesaria.
Claude Clerselier (1622)

El original, en francés, de Mahoney, es el siguiente:

Le principe que vous prenez pour fondement de votre démonstration, à savoir que la nature agit toujours par les voies les plus courtes et les plus simples, n’est qu’un principe moral et non point physique, qui n’est point et qui ne peut être la cause d’aucun effet de la nature.
El principio que usted toma para fundamentar su demostración, a saber, que la naturaleza actúa siempre por las vías más cortas y las más simples, no es más que un principio moral y no uno físico, que no es ni puede ser la causa de ningún efecto de la naturaleza.
Mahoney

De hecho el principio de Fermat no se sostiene por sí solo, y ahora se sabe que se puede derivar de principios anteriores, como el principio de Huygens. Históricamente, el principio de Fermat ha servido como principio rector en la formulación de las leyes de la Física con el uso del cálculo variacional (véase el principio de mínima acción).